# 卡佐萨韦斯
卡佐萨韦斯（法語：Cazaux-Savès，法語發音：[kazo savɛs]）是法国热尔省的一个市镇，属于欧什区。

## 地理
卡佐萨韦斯（43°32'30"N, 0°58'57"E）面积5.62 平方千米，位于法国奧克西塔尼大區热尔省，该省份为法国西南部内陆省份，北起顺时针与洛特-加龙省、塔恩-加龙省、上加龙省、上比利牛斯省、大西洋比利牛斯省和朗德省接壤。
与卡佐萨韦斯接壤的市镇（或旧市镇、城区）包括：卡斯蒂永萨韦斯、昂杜菲耶勒、萨韦斯堡、努瓦扬、蓬皮亚克。

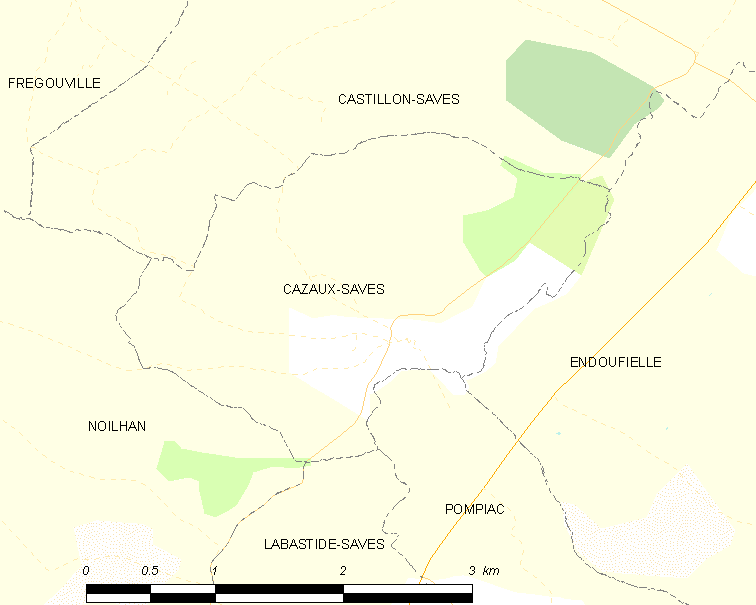
卡佐萨韦斯的OSM定位图

卡佐萨韦斯的时区为UTC+01:00、UTC+02:00（夏令时）。

## 行政
卡佐萨韦斯的邮政编码为32130，INSEE市镇编码为32098。

## 政治
卡佐萨韦斯所属的省级选区为萨沃河谷县。

## 人口

1962-2008年间卡佐萨韦斯人口变化图示

卡佐萨韦斯于2022年1月1日时的人口数量为329人。